# Oeceoclades decaryana
Oeceoclades decaryana là một loài lan trong chi Oeceoclades. Chúng được phát hiện ở Kenya, Mozambique, Zimbabwe, Madagascar và KwaZulu-Natal, một tỉnh của Cộng hòa Nam Phi.

## Nhữngnghiên cứu
Chúng được miêu tả lần đầu tiên bởi nhà thực vật học người Pháp Joseph Marie Henry Alfred Perrier de la Bâthie. Lúc đó, ông miêu tả chúng như là một loài của chi Eulophia. Sau đó, 6 năm sau đó, tức năm 1941, ông lại xếp chúng Lissochilus. Đến năm 1957, một nhà thực vật học người Anh có tên là V. S. Summerhayes lại xếp loài trên vào chi Eulophidium. Sự thay đổi gần với chúng ta nhất là vào năm 1976, khi hai nhà thực vật học Leslie Andrew Garay và Peter Taylor xếp lại, đưa chúng trở thành thành viên của chi Oeceoclades.